# ایوان پاپانین
ایوان پاپانین (روسی: Иван Дмитриевич Папанин؛ ۲۶ نوامبر ۱۸۹۴ – ۳۰ ژانویهٔ ۱۹۸۶) یک سیاح و نویسنده اهل اتحاد جماهیر سوسیالیستی شوروی بود.
وی همچنین برندهٔ جوایزی همچون نشان لنین، درجه پرچم سرخ و قهرمان اتحاد شوروی شده است. پاپالین سفرهای بسیاری به مناطق مختلف شمالی سیبری همچون قطب شمال و مجمع‌الجزایر فرانز جوزف داشته است.